# Cystoseira compressa
Espèce
Cystoseira compressa est une espèce d’algues brunes de la famille des Sargassaceae.

## Nomenclature

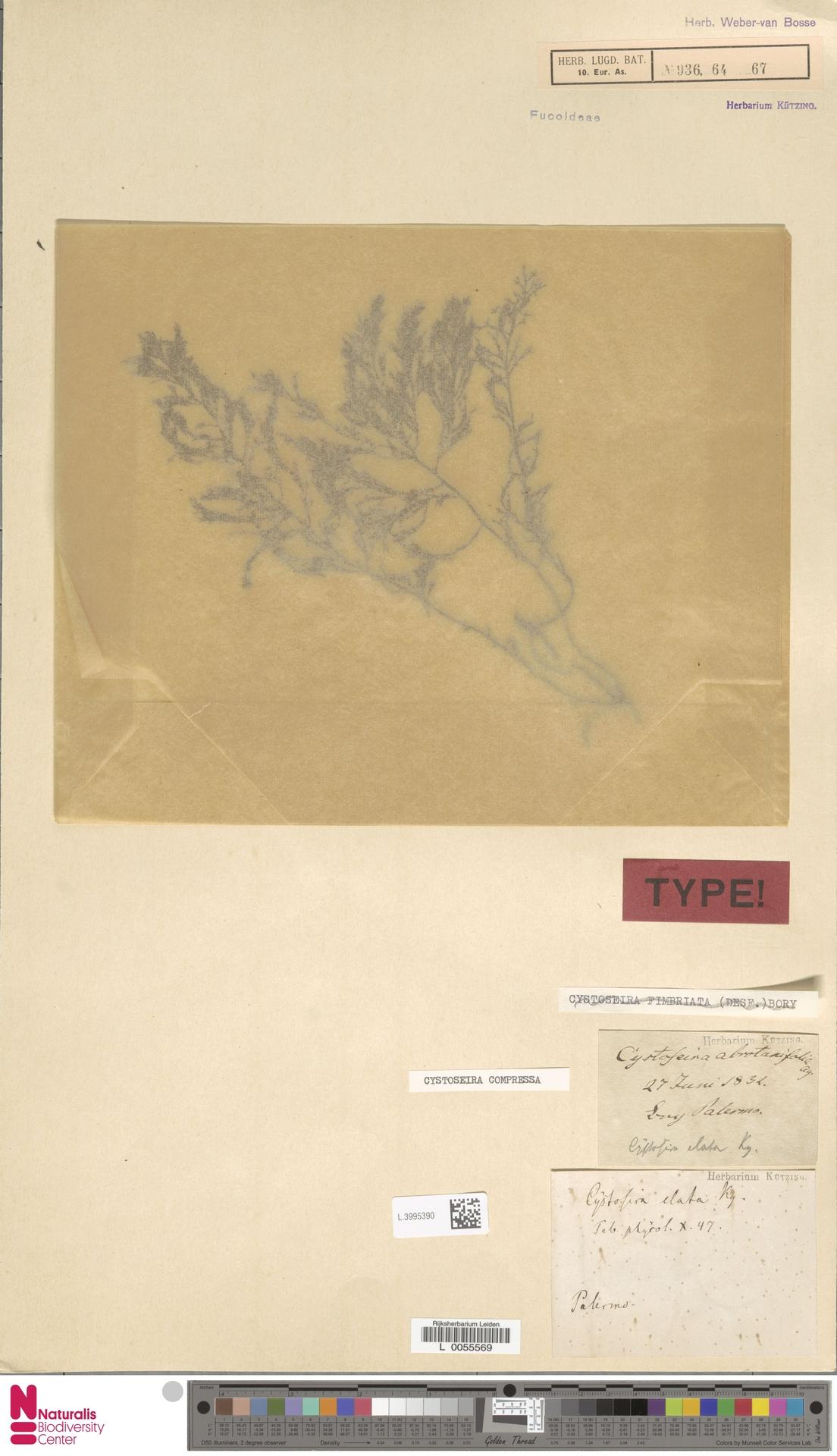
Planche d’herbier du type nomenclatural de Cystoseira compressa.

Cystoseira compressa a pour synonymes selon AlgaeBase (29 août 2020) :
- synonyme homotypique :
  - Fucus compressus Esper 1799 (basionyme) ;
- synonymes hétérotypiques :
  - Cystoseira filicina Bory
  - Cystoseira abrotanifolia f. fimbriata Sauvageau
  - Fucus fimbriatus Desfontaines 1799
  - Cystoseira fimbriata Bory 1832
  - Cystoseira compressa subsp. rosetta Ercegovic 1952
  - Cystoseira compressa f. rosetta (Ercegovic) M.Cormaci, G.Furnari, G.Giaccone, B.Scammacca & D.Serio 1992

## Liste des sous-espèces et formes
Selon World Register of Marine Species (29 août 2020) :
- sous-espèce Cystoseira compressa subsp. pustulata (Ercegovic) Verlaque, 2015
- forme Cystoseira compressa f. insularum (Ercegovic) Antolic & Span, 2010
- forme Cystoseira compressa f. plana (Ercegovic) Cormaci, G.Furnari, Giaccone, Scammanca & D.Serio, 1992

et :
- forme Cystoseira compressa f. rosetta (Ercegovic) M.Cormaci, G.Furnari, G.Giaccone, B.Scammacca & D.Serio, 1992 = Cystoseira compressa (Esper) Gerloff & Nizamuddin, 1975 (synonyme)
- sous-espèce Cystoseira compressa subsp. rosetta Ercegovic, 1952 = Cystoseira compressa (Esper) Gerloff & Nizamuddin, 1975
- variété Cystoseira compressa var. pustulata Ercegovic ex Verlaque, 1988 = Cystoseira compressa subsp. pustulata (Ercegovic) Verlaque, 2015

## Distribution
Son aire de distribution s'étend entre les côtes de la mer Méditerranée, les îles de la Macaronésie et les Bermudes.

## Écologie
Elle se développe en surface.